# Angioneuropatie

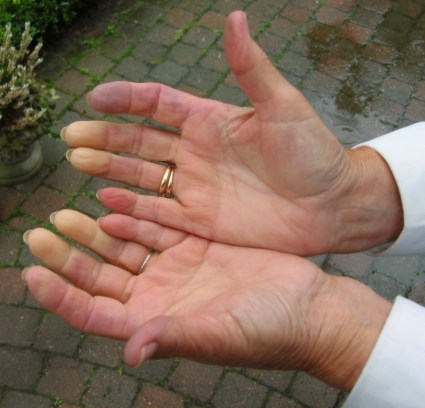
Ręce osoby chorej na chorobę Raynauda

Angioneuropatie – grupa chorób naczyń krwionośnych, objawiających się występowaniem zaburzeń naczynioruchowych. Zazwyczaj nie powodują one następstw organicznych, choć czasami mogą świadczyć o ich początkach lub im towarzyszyć.
Przykładami neuropatii są: choroba Raynauda oraz akrocyjanoza.